# Кастель-Морроне
Кастель-Морроне (итал. Castel Morrone) — коммуна в Италии, располагается в регионе Кампания, в провинции Казерта.
Население составляет 3985 человек, плотность населения составляет 159 чел./км². Занимает площадь 25 км². Почтовый индекс — 81020. Телефонный код — 0823.
Покровительницей коммуны почитается Пресвятая Богородица , празднование 8 сентября.